# Brownsville (Minnesota)
Brownsville és una població dels Estats Units a l'estat de Minnesota. Segons el cens del 2000 tenia 517 habitants.

## Demografia
Segons el cens del 2000, Brownsville tenia 517 habitants, 216 habitatges, i 149 famílies. La densitat de població era de 111,5 habitants per km².
Dels 216 habitatges en un 31,5% hi vivien nens de menys de 18 anys, en un 59,3% hi vivien parelles casades, en un 5,6% dones solteres, i en un 31% no eren unitats familiars. En el 25,5% dels habitatges hi vivien persones soles el 12% de les quals corresponia a persones de 65 anys o més que vivien soles. El nombre mitjà de persones vivint en cada habitatge era de 2,39 i el nombre mitjà de persones que vivien en cada família era de 2,91.
Per edats la població es repartia de la següent manera: un 23,2% tenia menys de 18 anys, un 6,6% entre 18 i 24, un 29,4% entre 25 i 44, un 27,1% de 45 a 60 i un 13,7% 65 anys o més.
L'edat mediana era de 41 anys. Per cada 100 dones de 18 o més anys hi havia 100,5 homes.
La renda mediana per habitatge era de 46.250 $ i la renda mediana per família de 51.875 $. Els homes tenien una renda mediana de 32.426 $ mentre que les dones 26.429 $. La renda per capita de la població era de 20.442 $. Entorn de l'1,5% de les famílies i el 3,5% de la població estaven per davall del llindar de pobresa.

## Poblacions més properes
El següent diagrama mostra les poblacions més properes.